# Bonnyrigg

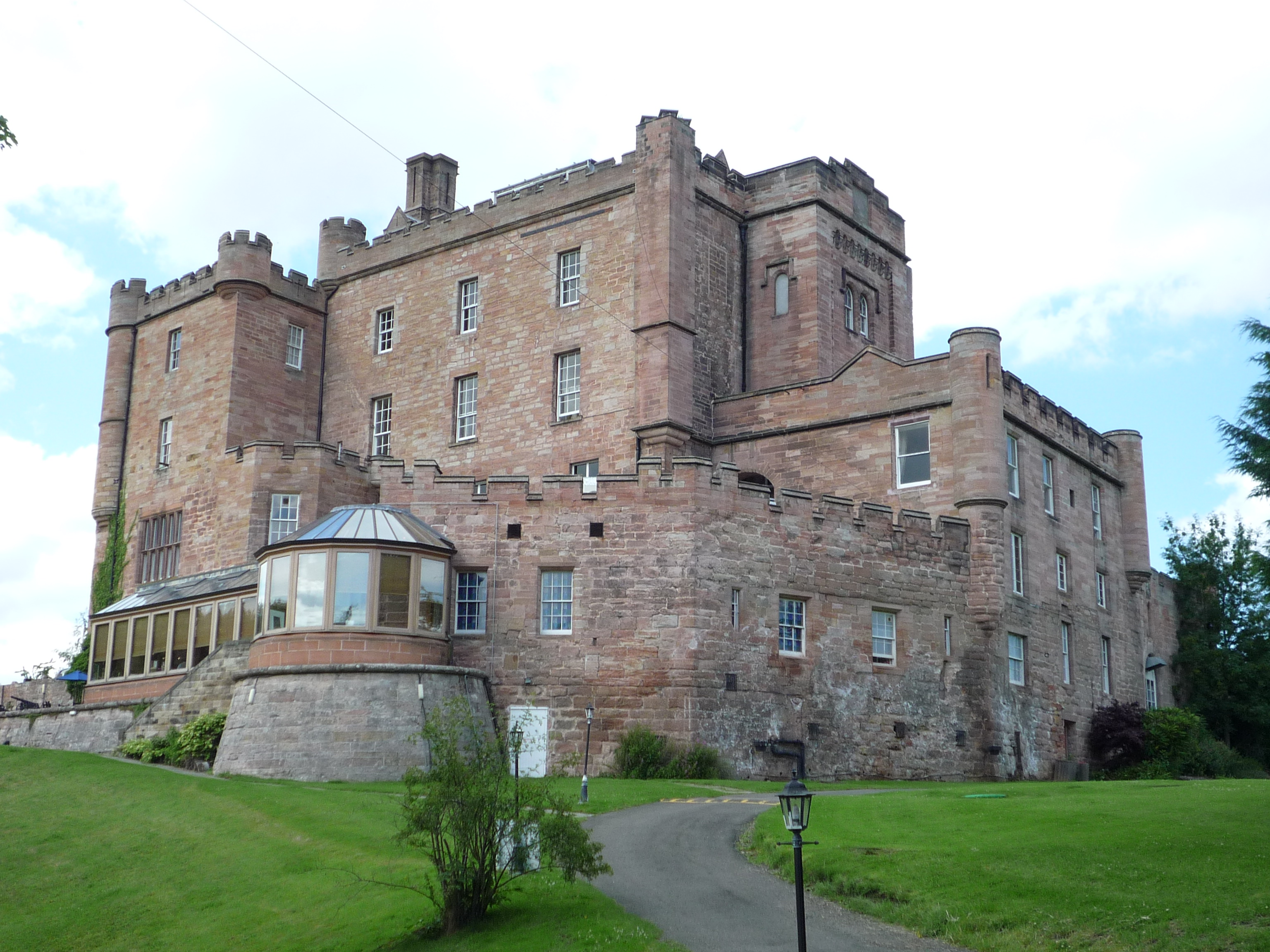
Il Dalhousie Castle nei pressi di Bonnyrigg

Bonnyrigg è una cittadina di circa 16.000-17.000 abitanti della Scozia sud-orientale, facente parte dell'area amministrativa del Midlothian. Si tratta di un ex-centro minerario.

## Geografia fisica
Bonnyrigg si trova a circa 6 miglia dal centro di Edimburgo.

## Storia
La cittadina è menzionata come Bonnebrig in un resoconto militare redatto nel 1750 da William Roy.
Nel corso del XIX secolo, Bonnyrigg era non solo un importante centro minerario per l'estrazione del carbone, ma anche un importante centro manifatturiero per la produzione di tappeti.
Nel 1929 si unì a Lasswade per formare il burgh di Bonnyrigg & Lasswade.
Nel 1961 vennero chiuse le miniere di carbone, mentre negli anni ottanta del XX secolo cessò anche la produzione di tappeti.

## Monumenti e luoghi d'interesse

### Architetture militari

#### Dalhousie Castle
Nei dintorni di Bonnyrigg si trova il Dalhousie Castle, un castello le cui origini risalgono al XIII secolo.

## Società

### Evoluzione demografica
Al censimento del 2011, Bonnyrigg contava una popolazione pari a 15.971 abitanti.
La località ha conosciuto quindi un incremento demografico rispetto al 2001, quando contava 14.540 abitanti.

## Sport
La squadra di calcio locale è il Bonnyrigg Rose Athletic Football Club.